# Berville (Val-d'Oise)
Berville és un municipi al cantó de Pontoise, que forma part de la Comunitat de comunes Vexin centre (districte de Pontoise, departament de Val-d'Oise, regió d'Illa de França). L'any 2007 tenia 335 habitants. Forma part

## Demografia

### Població
El 2007 la població de fet de Berville era de 335 persones. Hi havia 124 famílies, de les quals 24 eren unipersonals (16 homes vivint sols i 8 dones vivint soles), 44 parelles sense fills, 48 parelles amb fills i 8 famílies monoparentals amb fills.
La població ha evolucionat segons el següent gràfic:
'

### Habitatges
El 2007 hi havia 135 habitatges, 125 eren l'habitatge principal de la família, 7 eren segones residències i 3 estaven desocupats. 133 eren cases i 1 era un apartament. Dels 125 habitatges principals, 105 estaven ocupats pels seus propietaris, 15 estaven llogats i ocupats pels llogaters i 5 estaven cedits a títol gratuït; 1 tenia una cambra, 5 en tenien dues, 13 en tenien tres, 26 en tenien quatre i 80 en tenien cinc o més. 111 habitatges disposaven pel capbaix d'una plaça de pàrquing. A 51 habitatges hi havia un automòbil i a 70 n'hi havia dos o més.

### Piràmide de població
La piràmide de població per edats i sexe el 2009 era:
| Homes | Edats   | Dones |
| ----- | ------- | ----- |
| 0     | 95 o +  | 4     |
| 0     | 90 a 94 | 0     |
| 0     | 85 a 89 | 0     |
| 4     | 80 a 84 | 8     |
| 0     | 75 a 79 | 8     |
| 4     | 70 a 74 | 4     |
| 0     | 65 a 69 | 4     |
| 4     | 60 a 64 | 0     |
| 20    | 55 a 59 | 0     |
| 8     | 50 a 54 | 28    |
| 4     | 45 a 49 | 4     |
| 20    | 40 a 44 | 24    |
| 20    | 35 a 39 | 16    |
| 16    | 30 a 34 | 20    |
| 4     | 25 a 29 | 8     |
| 0     | 20 a 24 | 12    |
| 12    | 15 a 19 | 12    |
| 16    | 10 a 14 | 36    |
| 16    | 5 a 9   | 16    |
| 24    | 0 a 4   | 16    |

## Economia
El 2007 la població en edat de treballar era de 244 persones, 177 eren actives i 67 eren inactives. De les 177 persones actives 162 estaven ocupades (77 homes i 85 dones) i 15 estaven aturades (9 homes i 6 dones). De les 67 persones inactives 19 estaven jubilades, 27 estaven estudiant i 21 estaven classificades com a «altres inactius».

### Ingressos
El 2009 a Berville hi havia 124 unitats fiscals que integraven 341,5 persones, la mediana anual d'ingressos fiscals per persona era de 23.952 €.

### Activitats econòmiques
Dels 12 establiments que hi havia el 2007, 2 eren d'empreses de construcció, 1 d'una empresa de comerç i reparació d'automòbils, 1 d'una empresa financera, 4 d'empreses immobiliàries i 4 d'empreses de serveis.
Dels 5 establiments de servei als particulars que hi havia el 2009, 1 era un taller de reparació d'automòbils i de material agrícola, 1 paleta i 3 agències immobiliàries.
L'any 2000 a Berville hi havia 4 explotacions agrícoles.

## Equipaments sanitaris i escolars
El 2009 hi havia una escola elemental.

## Poblacions properes
El següent diagrama mostra les poblacions més properes.